# Inácio Correia de Vasconcelos
Inácio Correia de Vasconcelos (? — 1859) foi um político brasileiro.
Foi presidente da província do Ceará por duas vezes, de 26 de novembro de 1833 a 6 de outubro de 1834 e de 4 de dezembro de 1844 a 2 de agosto de 1847.